# Centre d'étude et de recherche sur les camps d'internement du Loiret
Le Centre d'étude et de recherche sur les camps d'internement du Loiret ou Cercil est une association loi de 1901 qui siège à Orléans dans le département du Loiret et la région Centre-Val de Loire. Elle est fondée en 1991, et disparait en 2018 en fusionnant avec le Mémorial de la Shoah à Paris. Le lieu conserve le nom CERCIL-Musée Mémorial des enfants du Vel d'Hiv.
L'association perpétue la mémoire des camps d'internement de Beaune-la-Rolande, de Jargeau et de Pithiviers. Ses locaux, inaugurés le 27 janvier 2011, intègrent un musée-mémorial des enfants du Vel d'Hiv.

## Présentation

Logotype du Cercil

L'association a été fondée en 1991, notamment par des familles de déportés, soutenues par les Fils et filles de déportés juifs de France. Elle rassemble progressivement de la documentation sur les camps et sur la déportation, fournis en grande partie par les familles elles-mêmes. L'association a donc un rôle de mémoire, mais aussi de recherche et de pédagogie. Un centre de ressources se développe à partir des documents originaux mais aussi d'ouvrages sur la Shoah, et plus largement sur le judaïsme et sur la Seconde Guerre mondiale.
Dès sa création, l'association souhaite, avec le soutien des deux maires successifs, Jean-Pierre Sueur et Serge Grouard, obtenir des locaux plus adaptés à son action et notamment à l'accueil du public. Ses démarches aboutissent à l'installation en 2011 à Orléans dans les locaux d'une ancienne école maternelle, au 45 de la rue du Bourdon-Blanc.

## Caractéristiques
Le site comprend un espace de musée, un centre de ressources pour la consultation de documents publiés, un centre d'archives ainsi qu'une salle pédagogique, destinée à l'accueil de classes ou de groupes mais aussi à des évènements culturels comme les « mardis du Cercil ».
Un fragment de baraque , provenant du camp de Beaune-la-Rolande et classé monument historique, a été installé dans la cour intérieure.
Le Cercil organise des manifestations scientifiques comme, en 2010, un colloque sur l'année 1940, spécialement à Orléans.
Les locaux ont été inaugurés le 27 janvier 2011 par l'ancien président de la République française Jacques Chirac et par Simone Veil,, en présence de Serge Grouard, de Serge Klarsfeld, de Richard Prasquier et de Gilles Bernheim, qui ont successivement pris la parole. Annette Krajcer, une rescapée du camp de Pithiviers et un représentant des communautés Roms, également victimes des camps du Loiret, se sont également exprimés.